# Laser Mégajoule
El Laser Mégajoule (LMJ) es un dispositivo para la investigación en fusión por confinamiento inercial, construido en Francia por el directorio de ciencia nuclear de Francia.
El Laser Mégajoule fue diseñado para entregar 1,8 MJ a su objetivo, haciéndolo tan poderoso como su contraparte, el estadounidense NIF.
El Laser Mégajoule es el dispositivo para el confinamiento de fusión inercial más grande construido fuera de Norteamérica.
Al contrario que en el caso del NIF, asociado al Laboratorio Nacional Lawrence Livermore cuya función principal es la investigación en armas nucleares, la tarea principal del Laser Mégajoule es la investigación en fusión para la propia industria nuclear de Francia.
El Laser Mégajoule usa una serie de 240 tubos de láseres, agrupados en 8 conjuntos de 30. Cada tubo de láser contiene principalmente 2 amplificadores ópticos de cristal que usan lámparas de flash de neón. Un láser primario se alimenta por fibra óptica en cada tubo de láser donde viaja a través de los amplificadores. Con tal de extraer la máxima potencia de los amplificadores, ya que estos no son particularmente eficientes, los pulsos de láseres se envían hacia los amplificadores dos veces por un conmutador óptico en frente del espejo. En el otro extremo del tubo un espejo deformable se usa para eliminar las imperfecciones existentes en el frente de onda.